# Pierre Guillou
Pour les articles homonymes, voir Guillou.
Ne pas confondre avec Pierre Guillou (1903 - 1985), agriculteur, député de la 4e République et fondateur du journal Paysan Breton.
Pierre Guillou, né le 16 juin 1908 à Plonévez-Porzay dans le Finistère et mort  en déportation, était un résistant français de la Seconde Guerre mondiale, impliqué dans la Source K, opération de renseignements de la Résistance intérieure française.

## Carrière et Résistance
Pierre Guillou est un des membres de l'équipe de l'ingénieur Robert Keller installée à Noisy-le-Grand qui dériva un câble téléphonique à grande distance entre Paris et Metz, pour permettre en 1942, pendant plusieurs mois, l'écoute et la transmission aux Alliés de conversations téléphoniques des plus hautes institutions allemandes et de hauts dignitaires nazis, dont Hitler lui-même.
Pierre Guillou, technicien de ligne, se trouve avec son camarade Laurent Matheron et Robert Keller la nuit du 15 avril 1942 sur les premières fouilles de leur chantier d'intervention sur la ligne téléphonique. Ils opèrent sous une tente d'intempérie, à la chandelle. Ce travail long et minutieux à effectuer dans l'urgence, accroupi ou à genoux avec le risque d'un danger extrême en cas d'arrestation, commence à 21 h et est terminé à 4 h 40 du matin : 70 grands circuits entre Paris et Berlin, parmi lesquels ceux de la Kriegsmarine, de la Luftwaffe, de la Wehrmacht et de la Gestapo ont pu être dérivés.
Une deuxième opération a lieu dans les mêmes conditions le 16 décembre 1942, à Livry-Gargan, sur le câble Paris-Strasbourg-Berlin, Guillou et Matheron travaillant cette fois sur 484 fils. Arrêté le 17 janvier 1943, Pierre Guillou est déporté de Compiègne le 20 avril 1943 vers le KL Mauthausen le 22 avril 1943 (sous le matricule 28 127). Il est ensuite transféré dans d'autres lieux de déportation : Wiener Neustadt, Buchenwald, et Dora où il décède le 24 janvier 1944.

## Distinctions
- Croix de guerre 1939–1945
- Médaille de la Résistance française

## Famille
Pierre Guillou était marié à Yvonne Gras.

## Hommages
- Pierre Guillou est titulaire de la Médaille de la Résistance[1].

- Un square Pierre-Guillou  est inauguré en juin 2011 en son Plonévez-Porzay natal[4],[5].

- En autre hommage à son courage et ses jeunesse et vie fauchées, le Centre d'amplification des Télécommunications de Rennes a porté son nom entre 1948[1] et 2016 avant d'être rebaptisé « Orange Château ». Une cérémonie exceptionnelle fut organisée au sein dudit ex-centre "Pierre-Guillou" de Rennes le 7 mars 2010[6], une inscription en son nom demeure en haut du bâtiment faisant l'angle des actuels boulevard de Strasbourg et avenue François Chateau[7].

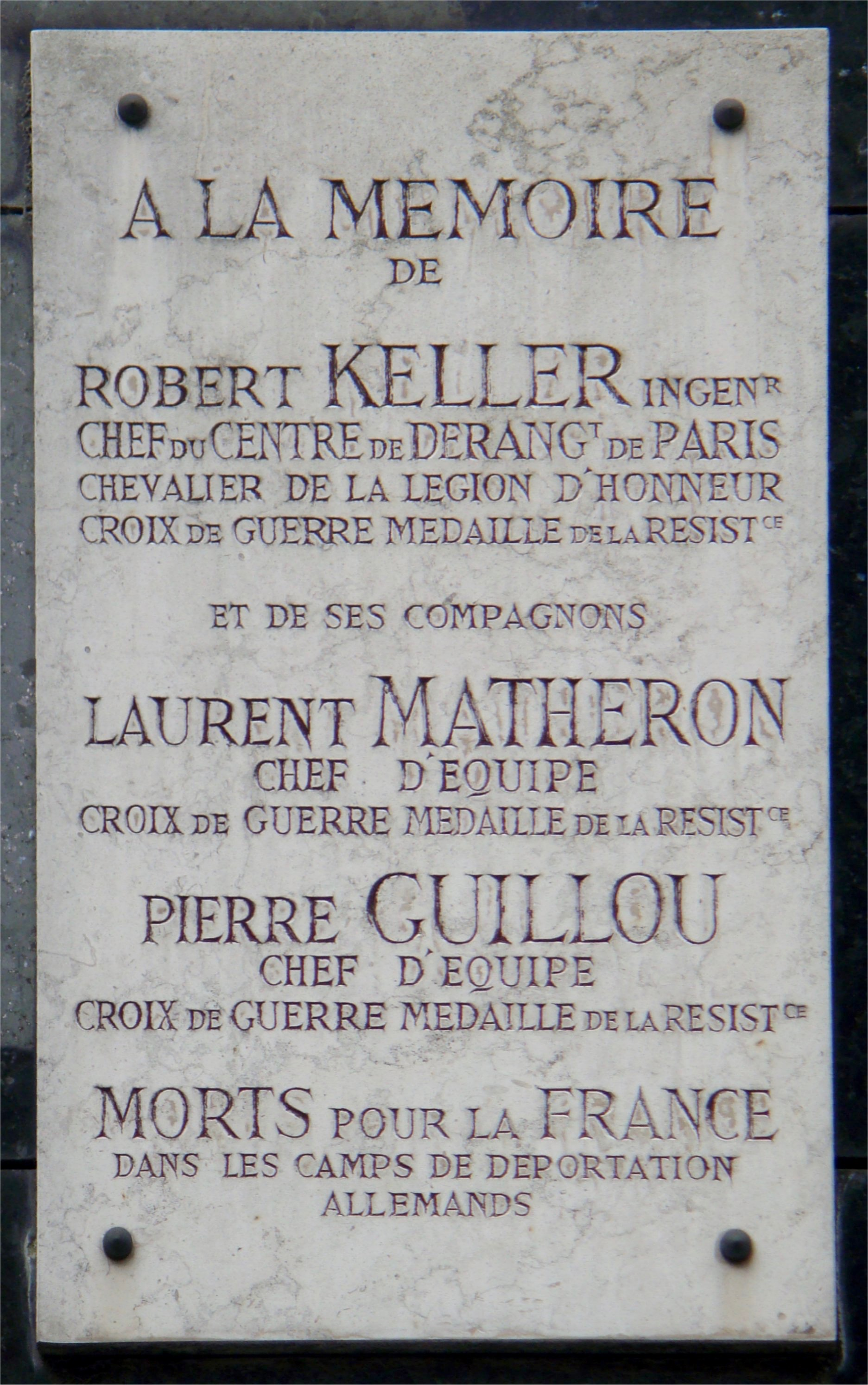
Une plaque commémorative en hommage à Robert Keller, Laurent Matheron et Pierre Guillou est située 6 rue de l'Ingénieur-Robert-Keller (15e arrondissement de Paris)  - Plaque commémorative du 6 rue de l'Ingénieur-Robert-Keller à Paris
.